# AaB 89ers 2013
Questa voce raccoglie le informazioni riguardanti gli AaB 89ers nelle competizioni ufficiali della stagione 2013.

## Nationalligaen 2013

### Stagione regolare
| Aalborg 13 aprile 2013, ore 15:00 1ª giornata | AaB 89ers | 20 – 30 referto | Amager Demons | Aab´s anlæg |

| Aalborg 20 aprile 2013, ore 14:00 2ª giornata | AaB 89ers | 0 – 28 referto | Copenhagen Towers | Aab´s anlæg |

| Aalborg 27 aprile 2013, ore 14:00 3ª giornata | AaB 89ers | 30 – 14 referto | Horsens Stallions | Aab´s anlæg |

| Esbjerg 12 maggio 2013, ore 14:00 5ª giornata | Esbjerg Hurricanes | 31 – 6 referto | AaB 89ers | Skibhøj Idrætsanlæg |

| Nærum 1º giugno 2013, ore 14:00 8ª giornata | Søllerød Gold Diggers | 68 – 0 referto | AaB 89ers | Rundforbi Stadion |

| Herlev 8 giugno 2013, ore 14:00 9ª giornata | Herlev Rebels | 45 – 19 referto | AaB 89ers | Kildegårdsskolen |

| Gentofte 22 giugno 2013, ore 14:00 11ª giornata | Copenhagen Towers | 45 – 7 referto | AaB 89ers | Gentofte Sportspark |

| Horsens 18 agosto 2013, ore 14:00 14ª giornata | Horsens Stallions | 6 – 32 referto | AaB 89ers | Dagnæs Stadion |

| Aalborg 24 agosto 2013, ore 14:00 15ª giornata | AaB 89ers | 0 – 45 referto | Esbjerg Hurricanes | Aab´s anlæg |

| Aalborg 14 settembre 2013, ore 14:00 16ª giornata | AaB 89ers | 12 – 37 referto | Søllerød Gold Diggers | Aab´s anlæg |

### Playout
| Aalborg 22 settembre 2013, ore 14:00 2º turno playout | AaB 89ers | 36 – 14 referto | Odense Swans | Aab´s anlæg |

## Statistiche di squadra
| Competizione      | %Vittorie | In casa | In casa | In casa | In casa | In casa | In casa | In trasferta | In trasferta | In trasferta | In trasferta | In trasferta | In trasferta | Totale | Totale | Totale | Totale | Totale | Totale |
| Competizione      | %Vittorie | G       | V       | N       | P       | Pf      | Ps      | G            | V            | N            | P            | Pf           | Ps           | G      | V      | N      | P      | Pf     | Ps     |
| ----------------- | --------- | ------- | ------- | ------- | ------- | ------- | ------- | ------------ | ------------ | ------------ | ------------ | ------------ | ------------ | ------ | ------ | ------ | ------ | ------ | ------ |
| Stagione regolare | .200      | 5       | 1       | 0       | 4       | 62      | 154     | 5            | 1            | 0            | 4            | 64           | 195          | 10     | 2      | 0      | 8      | 126    | 349    |
| Playout           | 1.000     | 1       | 1       | 0       | 0       | 36      | 14      | 0            | 0            | 0            | 0            | 0            | 0            | 1      | 1      | 0      | 0      | 36     | 14     |
| Totale            | .273      | 6       | 2       | 0       | 4       | 98      | 154     | 5            | 1            | 0            | 4            | 64           | 195          | 11     | 3      | 0      | 8      | 162    | 363    |